# CM-VI-1
El CM-VI-1 es un Camino Municipal perteneciente a la Red Vial de Vilvestre que une las localidades de  Vilvestre y Cerezal de Peñahorcada.
Une solamente estas dos localidades y está trazada en el antiguo camino de Vilvestre a Cerezal de Peñahorcada. 
En el Plan de carreteras 2006-2015 de la Diputación de Salamanca se le llegó a denominar como DSA-576, y en ese momento estaba en la lista de vías a traspasar de titularidad municipal a provincial, si bien dicho traspaso nunca se llevó a cabo.

## Recorrido
El camino vecinal CM-VI-1 tiene su origen en el casco urbano de Vilvestre en la intersección con la carretera DSA-576, y termina en la intersección con la carretera DSA-580 en Cerezal de Peñahorcada formando parte de la Red Vial de Vilvestre.
| Vilvestre (Intersección con ) - Cerezal de Peñahorcada (Intersección con )                                                                                           | Vilvestre (Intersección con ) - Cerezal de Peñahorcada (Intersección con ) | Vilvestre (Intersección con ) - Cerezal de Peñahorcada (Intersección con ) | Vilvestre (Intersección con ) - Cerezal de Peñahorcada (Intersección con ) | Vilvestre (Intersección con ) - Cerezal de Peñahorcada (Intersección con ) | Vilvestre (Intersección con ) - Cerezal de Peñahorcada (Intersección con ) | Vilvestre (Intersección con ) - Cerezal de Peñahorcada (Intersección con ) | Vilvestre (Intersección con ) - Cerezal de Peñahorcada (Intersección con ) | Vilvestre (Intersección con ) - Cerezal de Peñahorcada (Intersección con ) | Vilvestre (Intersección con ) - Cerezal de Peñahorcada (Intersección con ) | Vilvestre (Intersección con ) - Cerezal de Peñahorcada (Intersección con ) |
| Esquema | PK                                                                         | Sentido Cerezal de Peñahorcada                                             | Sentido Cerezal de Peñahorcada                                             | Sentido Cerezal de Peñahorcada                                             | Sentido Cerezal de Peñahorcada                                             | Sentido Vilvestre                                                          | Sentido Vilvestre                                                          | Sentido Vilvestre                                                          | Sentido Vilvestre                                                          | Notas                                                                      |
| Esquema | PK                                                                         | Velocidad                                                                  | Elemento                                                                   | Salida                                                                     | Salida                                                                     | Salida                                                                     | Salida                                                                     | Elemento                                                                   | Velocidad                                                                  | Notas                                                                      |
| Esquema | PK                                                                         | Velocidad                                                                  | Elemento                                                                   | Dir.                                                                       | Nombre                                                                     | Nombre                                                                     | Dir.                                                                       | Elemento                                                                   | Velocidad                                                                  | Notas                                                                      |
| --- | -------------------------------------------------------------------------- | -------------------------------------------------------------------------- | -------------------------------------------------------------------------- | -------------------------------------------------------------------------- | -------------------------------------------------------------------------- | -------------------------------------------------------------------------- | -------------------------------------------------------------------------- | -------------------------------------------------------------------------- | -------------------------------------------------------------------------- | -------------------------------------------------------------------------- |
| | 0,0                                                                        |                                                                            |                                                                            | Saucelle Barruecopardo GR-14 Saucelle                                      | Saucelle Barruecopardo GR-14 Saucelle                                      | Saucelle Barruecopardo GR-14 Saucelle                                      |                                                                            |                                                                            |                                                                            |                                                                            |
| Calle de los Pozos | 0,0                                                                        |                                                                            |                                                                            |                                                                            |                                                                            |                                                                            |                                                                            |                                                                            |                                                                            |                                                                            |
| Centro Urbano Museo-Biblioteca Casa de los Frailes Iglesia de Ntra. Sra. de la Asunción Ermita de la Virgen del Castillo La Barca Miradores de Vilvestre GR-14 Mieza | 0,0                                                                        |                                                                            |                                                                            |                                                                            |                                                                            |                                                                            |                                                                            |                                                                            |                                                                            |                                                                            |
| | 0,0                                                                        |                                                                            |                                                                            | Vilvestre                                                                  | Vilvestre                                                                  | Vilvestre                                                                  | Vilvestre                                                                  |                                                                            |                                                                            |                                                                            |
| | 0,4                                                                        |                                                                            |                                                                            | VILVESTRE                                                                  | VILVESTRE                                                                  | VILVESTRE                                                                  | VILVESTRE                                                                  |                                                                            |                                                                            |                                                                            |
| | 1,7                                                                        |                                                                            |                                                                            |                                                                            | Arroyo de Cerezal                                                          | Arroyo de Cerezal                                                          |                                                                            |                                                                            |                                                                            |                                                                            |
| | 4,2                                                                        |                                                                            | Término Municipal de Cerezal de Peñahorcada                                | Término Municipal de Cerezal de Peñahorcada                                | Término Municipal de Cerezal de Peñahorcada                                | Término Municipal de Vilvestre                                             | Término Municipal de Vilvestre                                             | Término Municipal de Vilvestre                                             |                                                                            |                                                                            |
| | 4,3                                                                        |                                                                            | 1 km                                                                       | Tramo de curvas peligrosas                                                 | Tramo de curvas peligrosas                                                 | Tramo de curvas peligrosas                                                 | Tramo de curvas peligrosas                                                 | 1 km                                                                       |                                                                            |                                                                            |
| 5,3 |                                                                            |                                                                            | 1 km                                                                       | Tramo de curvas peligrosas                                                 | Tramo de curvas peligrosas                                                 | Tramo de curvas peligrosas                                                 | Tramo de curvas peligrosas                                                 | 1 km                                                                       |                                                                            |                                                                            |
| | 6,4                                                                        |                                                                            |                                                                            | CEREZAL DE PEÑAHORCADA                                                     | CEREZAL DE PEÑAHORCADA                                                     | CEREZAL DE PEÑAHORCADA                                                     | CEREZAL DE PEÑAHORCADA                                                     |                                                                            |                                                                            |                                                                            |
| | 6,4                                                                        |                                                                            |                                                                            |                                                                            | Vitigudino                                                                 | Vitigudino                                                                 |                                                                            |                                                                            |                                                                            |                                                                            |
| | 6,4                                                                        | Mieza                                                                      |                                                                            |                                                                            |                                                                            |                                                                            |                                                                            |                                                                            |                                                                            |                                                                            |
| | 6,8                                                                        |                                                                            |                                                                            | CEREZAL DE PEÑAHORCADA                                                     | CEREZAL DE PEÑAHORCADA                                                     | CEREZAL DE PEÑAHORCADA                                                     | CEREZAL DE PEÑAHORCADA                                                     |                                                                            |                                                                            |                                                                            |
| | 8,110                                                                      |                                                                            |                                                                            |                                                                            | Barruecopardo                                                              | Barruecopardo                                                              | Barruecopardo                                                              |                                                                            |                                                                            |                                                                            |
| | 8,110                                                                      | La Zarza de Pumareda Aldeadávila de la Ribera                              |                                                                            |                                                                            |                                                                            |                                                                            |                                                                            |                                                                            |                                                                            |                                                                            |